# Devon (geologi)
 For alternative betydninger, se Devon. (Se også artikler, som begynder med Devon)
Devon er en geologisk tidsalder som strakte sig fra 416,0 til 359,2 millioner år siden, hvor Devon blev afløst af Karbon. Starten på Devon defineres ved første optræden af graptolitten Monograptus uniformis.
Devon, der hører under den overordnede geologiske tid Palæozoikum, er opkaldt efter grevskabet Devon i Sydengland.

## Planteliv og dyreliv
I starten af Devon var livet på land fast etableret. Silurs vegetation af mos- og algemåtter var udvidet med egentlige planter med primitive rødder. Dette ændrede jordens overflade, der nu fast fik tilført døde organiske stoffer, og skabte levesteder for mider, skolopendre, tusindben og andre "nedbrydere" samt "rovdyr" som skorpioner og edderkopper. De første fossile insekter kendes også fra denne periode. I mellemste Devon ser man de tidligste primitive padder, der havde udviklet sig fra
kvastfinnede fisk.
Eftersom der endnu ikke var udviklet nogen større planteædere, kunne de spinkle og primitive planter brede sig uhindret. Planterne havde endnu ikke udviklet rødder eller karvæv, som de fleste planter har i dag. Planterne menes at have spredt sig vegetativt. I mellemste Devon udvikledes mere avancerede planter som ulvefodsplanter, padderokplanter, bregner og primitive nøgenfrøede. Disse havde alle karvæv, blade, stængler og egentlige rødder og kunne blive ret høje. I sen Devon fremkom de første egentlige træer af slægten Wattieza.

## Dyreliv
I Devon dukker de første mider, tusindben, hajer, insekter (sølvkræ-agtige), benfisk og frøer frem.
Man har fundet ni meter lange panserhajer af arten Dunkleosteus terrelli, som har haft et kraftigt bid på 5.000 newton. Forskere har beregnet, at panserhajens tænder kunne bide med et tryk på 150 millioner pascal.

Biddet var kraftigere end hajers og Dobermannen. Tyrannosaurus rex fra sene kridttid havde til sammenligning en bidstyrke på 13.000 newton.

## Galleri
- Denne nulevende ferskvandskrebs (Triops longicaudatus) har tre øjne og 140 fødder, som den også ånder gennem. Den kaldes for damrokke og har slægtninge tilbage i Devon, der af ydre har haft omtrent samme udseende. Embryoerne kan klare sig 20 år uden vand.
- Panserfisken Rolfosteus canningensis.
- Fisk fra Devon.
- Forstenet trilobit Ductina vietnamica.